# Assemblée constituante islandaise de 2011
L'Assemblée constituante islandaise de 2011 est une assemblée élue en Islande le 27 novembre 2010, chargée d'apporter des modifications à la Constitution islandaise du 17 juin 1944.

## Contexte
La Constitution islandaise adoptée en 1944 sur le modèle de la Constitution danoise n'a pas connu de grandes révisions. Les faiblesses de ce texte apparaissent au grand jour au moment de la crise financière islandaise qui déclenche à l'automne 2008 un mouvement révolutionnaire non violent, la révolution islandaise, dite aussi révolution des casseroles, entraînant la chute du gouvernement dirigé par le Parti de l'indépendance (droite). L'Alliance sociale-démocrate et le Mouvement des verts et de gauche forment un gouvernement de coalition intérimaire, avant de remporter une victoire historique lors des élections législatives d'avril 2009. Dans leur programme, figure entre autres l'élection d'une assemblée constituante.

## Loi constitutionnelle
La loi constitutionnelle adoptée le 16 juin 2010 par l'Althing prévoit l'élection d'une Assemblée constituante  (en islandais : Stjórnlagaþing) de 25 représentants, qui a pour mission de proposer des amendements à la Constitution du 17 juin 1944.
Selon l'article 3 de la loi constitutionnelle, elle a, entre autres devoirs (Viðfangsefni), de définir ou fixer :
1. Les bases de la constitution islandaise et ses concepts fondamentaux.
2. L'organisation des branches législatives et exécutives et les limites de leurs pouvoirs.
3. Le rôle et le statut du président de la République.
4. L'indépendance de la justice et la surveillance des autres détenteurs de pouvoirs étatiques.
5. L'organisation des élections et les circonscriptions électorales.
6. La participation des citoyens au processus démocratique, le calendrier et les modalités référendaires, y compris de celui du projet de loi constitutionnel.
7. Le transfert des pouvoirs souverains aux organisations internationales et la conduite des affaires étrangères.
8. Les affaires environnementales, y compris la propriété et la gestion des ressources naturelles.

## Travaux préparatoires
En novembre 2010, elle est précédée par la désignation d'une Assemblée nationale de 1 000 personnes tirées au sort qui produit un cahier des charges précisant les points qui doivent être traités par la nouvelle Constitution.
Un Comité constitutionnel de sept personnes réalise ensuite une étude de 700 pages pour préparer le travail de l'Assemblée constituante.

## Élection
Le 27 novembre 2010, 522 candidats se présentent aux suffrages suivant un scrutin à vote unique transférable, qui voit l'élection de quinze hommes et dix femmes. La participation n'est cependant que de 35,95 % .
| Nom                        | Profession                                                              | Nombre de voix |
| Þorvaldur Gylfason         | Professeur d'économie à l'université                                    | 7 192          |
| Salvör Nordal              | Directeur de l'Institut d'éthique à l'université d'Islande              | 2 842          |
| Ómar Þorfinnur Ragnarsson  | Présentateur                                                            | 2 440          |
| Andrés Magnússon           | Médecin                                                                 | 2 175          |
| Pétur Gunnlaugsson         | Avocat et présentateur de radio                                         | 1 989          |
| Þorkell Helgason           | Mathématicien                                                           | 1 930          |
| Ari Teitsson               | Agriculteur                                                             | 1 686          |
| Illugi Jökulsson           | Journaliste                                                             | 1 593          |
| Freyja Haraldsdóttir       | Directrice d'entreprise                                                 | 1 089          |
| Silja Bára Ómarsdóttir     | Maître de conférence en politique internationale                        | 1 054          |
| Örn Bárður Jónsson         | Pasteur                                                                 | 806            |
| Eiríkur Bergmann Einarsson | Maître de conférence en science politique                               | 753            |
| Dögg Harðardóttir          | Directrice du département de l'architecture au musée d'art de Reykjavik | 674            |
| Vilhjálmur Þorsteinsson    | Président de CCP                                                        | 672            |
| Þórhildur Þorleifsdóttir   | Directrice de théâtre                                                   | 584            |
| Pawel Bartoszek            | Mathématicien                                                           | 584            |
| Arnfríður Guðmundsdóttir   | Professeur d'université                                                 | 531            |
| Erlingur Sigurdarson       | Ancien directeur de musée et enseignant                                 | 526            |
| Inga Lind Karlsdóttir      | Présentatrice et étudiante                                              | 493            |
| Katrín Oddsdóttir          | Avocate                                                                 | 479            |
| Guðmundur Gunnarsson       | Dirigeant syndical                                                      | 432            |
| Katrín Fjelsted            | Médecin                                                                 | 418            |
| Ástrós Gunnlaugsdóttir     | Étudiante en science politique                                          | 396            |
| Gísli Tryggvason           | Porte-parole des consommateurs                                          | 348            |
| Lýður Árnason              | Cinéaste et médecin                                                     | 347            |

Il est alors prévu que l'Assemblée se réunisse à partir du 15 février 2011 pour commencer ses travaux qui doivent se prolonger entre deux et quatre mois.

## Invalidation
Le 26 janvier 2011, sur une plainte de trois membres du Parti de l'indépendance, opposé au processus et le plus impliqué dans les malversations à l'origine de la révolution des casseroles, la Cour suprême d'Islande invalide l'élection des constituants, en raison de plusieurs incertitudes concernant l'organisation et la confidentialité des votes. La Première ministre, Jóhanna Sigurðardóttir, déclare que de nouvelles élections auront certainement lieu, selon de nouvelles modalités à définir.

## Poursuite du processus
Le 24 mars suivant, le Parlement décide de confier à un Conseil constitutionnel constitué des personnes élues le 27 novembre la mission de discuter le rapport du Comité constitutionnel et de produire des recommandations pour une nouvelle constitution.
Pendant quatre mois, ce conseil travaille sur un projet de nouvelle constitution. Via les réseaux sociaux et un site, le peuple est invité à contribuer à la rédaction du texte. Le préambule commence ainsi : « Nous, peuple d’Islande, souhaitons créer une société juste offrant les mêmes opportunités à tous. Nos origines différentes sont une richesse commune, et ensemble nous sommes responsables de l’héritage des générations : la terre, l’histoire, la nature, la langue et la culture. L’Islande est un État libre et souverain, dont la liberté, l’égalité, la démocratie et les droits humains sont les piliers. ». La proposition de constitution comporte 114 articles. Elle prévoit notamment que : 
- la réforme électorale garantira le « une personne, une voix » ; les députés sont élus pour quatre ans.
- L'Assemblée élit le premier ministre sur proposition du président d'Islande tandis que celui-ci est élu au suffrage universel. Le président a le droit de dissoudre l'Assemblée.
- Les ressources naturelles sont détenues par le peuple islandais ;
- la démocratie directe par le biais de référendums nationaux ; il suffit de 10 % des électeurs islandais pour qu'un référendum soit organisé sur une loi votée par le parlement. Il faut la même proportion pour qu'un projet de loi soit présenté à l'assemblée par les Islandais.
- la liberté d’information : toute personne doit être libre de collecter et de diffuser l'information. Les informations et les documents tenus par les autorités publiques doivent être accessibles sans exception.
- la protection de l’environnement,
- des garde-fous et des contre-pouvoirs face au gouvernement parlementaire semi-présidentiel, le système actuel. Toute modification constitutionnelle par le Parlement doit par exemple être soumise à référendum[7].

Le 29 juillet, le Conseil constitutionnel remet ces recommandations à la présidente de l'Althing sous la forme d'un projet de constitution à soumettre au référendum populaire.
Le projet est mal reçu par la classe politique, en particulier le président et les deux principaux partis, qui ont perdu les dernières élections en raison de leur implication dans la crise financière et auxquels les dispositions proposées sont beaucoup moins favorables que le statu quo.[non neutre] Une consultation populaire est prévue mais sa forme et son contenu font l'objet de vifs débats. La date du 30 juin 2012, correspondant à l'élection présidentielle, est initialement prévue mais les partis n'arrivent à se mettre d'accord ni sur le fond ni sur la forme des questions.
Le 20 octobre suivant, le référendum constitutionnel se déroule finalement ; le projet de constitution reçoit le soutien de 57 à 82 % des votants selon la question, mais le taux de participation s'établit à 49 %.
En novembre 2012, le projet de loi pour le changement de Constitution est soumis pour avis à la Commission de Venise,.

## Suspension du processus
Le gouvernement espère obtenir un vote de l'Althing avant les élections du printemps 2013, sans quoi l'adoption de la nouvelle Constitution, qui doit être approuvée par deux législatures successives, serait retardée de quatre ans. Mais, en raison de l'obstruction des partis d'opposition, qui veulent faire adopter une règle nécessitant les deux tiers des votes des députés et 40 % du vote populaire pour toute modification de la Constitution, le projet ne peut être soumis au vote du Parlement. Les élections législatives du 27 avril 2013 sont remportées par les deux partis d'opposition de centre-droit, le Parti de l'indépendance et le Parti du progrès, ce qui entraîne la suspension pour une durée indéterminée de la tentative de réforme constitutionnelle.